# HD105382
HD105382 — хімічно пекулярна зоря спектрального класу B5, що має видиму зоряну величину в смузі V приблизно  4,5.
Вона  розташована на відстані близько 375,8 світлових років від Сонця.

## Фізичні характеристики
Телескоп Гіппаркос зареєстрував фотометричну змінність  даної зорі з періодом    1,30 доби в межах від  Hmin= 4,43 до  Hmax= 4,39.

## Пекулярний хімічний склад
HD105382 належить до Хімічно пекулярних зір з пониженим вмістом гелію 
й в її  зоряній атмосфері спостерігається нестача He у порівнянні з його вмістом в атмосфері Сонця.